# Док-Ток
«Док-Ток» — вечернее ток-шоу «Первого канала». Ведущие — Ксения Собчак и Александр Гордон. Отличительная особенность формата — видеореконструкция событий с участием актёров кино и театра.

## О телепроекте
Телепрограмма позиционировалась как авторский проект, направленный на обсуждение тем и событий, наиболее резонансных в российском обществе. Попеременные ведущие — Ксения Собчак и Александр Гордон. По данным издания «Комсомольская правда», рейтинги выпусков с Гордоном более чем в 2 раза превысили рейтинги передач с Собчак.
Весной 2020 года выпуски телепередачи выходили только на тему пандемии коронавируса. Выпуск от 25 мая 2020 года провела Елена Малышева, так как у Александра Гордона заподозрили коронавирус.
С октября 2020 года, в связи с появлением в тайм-слоте программы по четвергам политического ток-шоу «Большая игра», телепередача перестала выходить в эфир в этот день.
28 июля 2021 года в СМИ появилась информация о том, что руководство телеканала закрыло шоу из-за низких рейтингов. Однако руководство опровергло данную информацию, заявив, что телепередача находится в отпуске. 10 сентября 2021 года телепередача была убрана из списка активных проектов на сайте «Первого канала», но 28 сентября было объявлено, что телепередача возвращается в эфир (согласно сетке вещания). 27 октября 2021 года телепроект вернули в раздел с активными проектами на сайте телеканала.
16 февраля 2022 года вышел последний выпуск программы.

## Критика
В начале февраля 2020 года телеканал «RTVI» обвинил «Первый канал» в плагиате, так как на «RTVI» с 9 сентября 2019 по 26 декабря 2020 года выходило шоу с похожим названием «Doc Talk». Первый выпуск от 10 февраля 2020 года на YouTube собрал в четыре раза больше дизлайков, чем лайков.
По словам политика Александра Соловьёва, значительную роль в его выходе из партии «Гражданская инициатива» сыграло не соответствующее действительности заявление Ксении Собчак из выпуска от 24 марта 2020 года о том, что Владимир Путин — «…единственный из европейских лидеров, кто посетил клинику, где находятся люди с подозрением на коронавирус»: «Я никогда не считал, что человек не имеет права хорошо относиться к Путину, но не считаю возможным состоять с таким человеком в одной политической организации».
В июле 2020 года общественная организация «Ветераны России» обратилась к Константину Эрнсту, генеральному директору «Первого канала», с требованием «о прекращении деятельности Ксении Собчак в качестве ведущей на федеральном телеканале». Причиной стали призывы ведущей игнорировать общероссийское голосование по поправкам к Конституции России, вернуть Крым Украине и поддержать Ивана Сафронова, обвиняемого в госизмене.
Высокий уровень критики получили выпуски телепередачи, посвящённые отравлению Алексея Навального. В частности, недовольство журналистов вызвали глумление Александра Гордона над личностью оппозиционера и искажение информации о причинах и последствиях случившегося покушения.

### Судебные иски
В ноябре 2020 года адвокат историка Олега Соколова Александр Торгашев подал в суд на «Первый канал» и гостью выпуска телепередачи от 19 октября Екатерину Пржигодзкую с требованием опровергнуть информацию о том, что Соколов её пытал и избивал в 2008 году, а также удалить выпуск с сайта канала и выплатить по тысяче рублей моральной компенсации. В феврале 2021 года Петроградский районный суд Петербурга отказался считать сведения, изложенные в телепрограмме, недостоверными и отклонил иск.
В апреле 2022 года «RTVI» подал в суд на «Первый канал» за использование его товарного знака «Doc Talk», потребовав не использовать его больше в названии шоу и удалить все ранее вышедшие в эфир выпуски. Также «RTVI» хочет взыскать 60,3 млн рублей за использование товарного знака в телепроекте и 600 тысяч рублей за его упоминание на сайте.